# Comuna Frumușani, Călărași
Frumușani (în trecut, Frumușani-Cuștureni) este o comună în județul Călărași, Muntenia, România, formată din satele Frumușani (reședința), Orăști, Pasărea, Pădurișu, Pițigaia și Postăvari.

## Așezare
Comuna se află în extremitatea vestică a județului, la limita cu județele Giurgiu și Ilfov, pe malurile râului Câlnău. Este traversată de șoseaua națională DN4, care leagă Oltenița de București.

## Demografie
Componența etnică a comunei Frumușani
     Români (80,11%)
     Romi (6,76%)
     Alte etnii (0,07%)
     Necunoscută (13,06%)
Componența confesională a comunei Frumușani
     Ortodocși (85,53%)
     Alte religii (0,95%)
     Necunoscută (13,52%)
Conform recensământului efectuat în 2021, populația comunei Frumușani se ridică la 6.124 de locuitori, în creștere față de recensământul anterior din 2011, când fuseseră înregistrați 5.859 de locuitori. Majoritatea locuitorilor sunt români (80,11%), cu o minoritate de romi (6,76%), iar pentru 13,06% nu se cunoaște apartenența etnică. Din punct de vedere confesional, majoritatea locuitorilor sunt ortodocși (85,53%), iar pentru 13,52% nu se cunoaște apartenența confesională.

## Politică și administrație
Comuna Frumușani este administrată de un primar și un consiliu local compus din 15 consilieri. Primarul, Costel-Nelu Cristache[*], de la Partidul Social Democrat, este în funcție din 1 noiembrie 2024. Începând cu alegerile locale din 2024, consiliul local are următoarea componență pe partide politice:
|  | Partid                          | Consilieri | Componența Consiliului | Componența Consiliului | Componența Consiliului | Componența Consiliului | Componența Consiliului | Componența Consiliului | Componența Consiliului | Componența Consiliului |
|  | ------------------------------- | ---------- | ---------------------- | ---------------------- | ---------------------- | ---------------------- | ---------------------- | ---------------------- | ---------------------- | ---------------------- |
|  | Partidul Social Democrat        | 8          |                        |                        |                        |                        |                        |                        |                        |                        |
|  | Alianța pentru Unirea Românilor | 4          |                        |                        |                        |                        |                        |                        |                        |                        |
|  | Partidul Național Liberal       | 2          |                        |                        |                        |                        |                        |                        |                        |                        |
|  | Partidul Puterii Umaniste       | 1          |                        |                        |                        |                        |                        |                        |                        |                        |

## Istorie
La sfârșitul secolului al XIX-lea, comuna făcea parte din plasa Negoești a județului Ilfov, purta numele de Frumușani-Cuștureni și avea în compunere satele Cuștureni, Frumușani, Pasărea și Petrăchioaia, cu 1240 de locuitori ce trăiau în 299 de case și 10 bordeie. Existau în comună două biserici (la Frumușani și Petrăchioaia), o școală mixtă și o moară cu apă. La acea vreme, pe teritoriul actual al comunei mai funcționa și comuna Știubei-Orăști, în plasa Dâmbovița a aceluiași județ, ea fiind formată din satele Canela, Filastache, Orăști, Orasca, Postăvari, Pițigaia, Poșta și Păroaia, având 1190 de locuitori, patru biserici (la Filastache, Orăști, Postăvari și Pițigaia), o școală mixtă și cinci mori de apă.
Anuarul Socec din 1925 consemnează cele două comune în plasa Budești a aceluiași județ. Comuna Frumușani avea 1724 de locuitori în satele Câlnău, Cuștureni, Frumușani și Pasărea. Comuna Știubeiu-Orăști avea în compunere satele Filastache, Orăști, Pițigaia și Postăvari (satul Poșta fiind transferat comunei Bobești-Bălăceanca) și cătunul Orasca, toate având 2600 de locuitori.
În 1950, comunele au trecut în administrarea raionului Vidra și apoi (după 1952) în cea a raionului Oltenița din regiunea București; în 1964, satul Filastache din comuna Știbei-Orăști a luat numele de Pădurișu. În 1968, comunele au revenit la județul Ilfov, reînființat, iar comuna Știubei-Orăști a fost desființată, satele ei fiind incluse în comuna Frumușani; tot atunci, satul Cuștureni s-a desființat și a fost inclus în satul Frumușani. În 1981, o reorganizare administrativă regională a dus la transferarea comunei la județul Călărași.

## Monumente istorice
Șase obiective din comuna Frumușani sunt incluse în lista monumentelor istorice din județul Călărași ca monumente de interes local. Patru dintre ele sunt clasificate ca monumente de arhitectură: biserica „Sfântul Ierarh Nicolae” (1817) din centrul satului Orăști; biserica „Adormirea Maicii Domnului” (1833) din satul Pădurișu; biserica „Sfântul Nicolae” (1796) aflată la 2 km nord de satul Pițigaia; și biserica „Sfântul Dumitru și Sfântul Nicolae” (1841) din satul Postăvari.
Celelalte două monumente, clasificate ca monumente memoriale sau funerare, sunt două cruci de piatră: una datând din secolul al XVIII-lea, aflată la 2 km sud de satul Frumușani pe un drum de pământ ce duce către Vărăști; și o alta aflată pe proprietatea lui Popa Gheorghe din Pasărea, lângă gardul despărțitor cu popasul Frumușani de pe marginea estică a șoselei DN4.